# Ландже
Ландже (перс. لنجه) — село в Ірані, у дегестані Хурге, у Центральному бахші, шахрестані Магаллат остану Марказі. За даними перепису 2006 року, його населення становило 15 осіб, що проживали у складі 4 сімей.

## Клімат
Середня річна температура становить 13,64 °C, середня максимальна – 31,81 °C, а середня мінімальна – -8,63 °C. Середня річна кількість опадів – 196 мм.
| Клімат поселення                              | Клімат поселення | Клімат поселення | Клімат поселення | Клімат поселення | Клімат поселення | Клімат поселення | Клімат поселення | Клімат поселення | Клімат поселення | Клімат поселення | Клімат поселення | Клімат поселення | Клімат поселення |
| Показник                                      | Січ.             | Лют.             | Бер.             | Квіт.            | Трав.            | Черв.            | Лип.             | Серп.            | Вер.             | Жовт.            | Лист.            | Груд.            |                  |
| Середній максимум, °C                         | 9,50             | 11,69            | 16,61            | 22,50            | 27,03            | 30,90            | 31,81            | 30,99            | 27,44            | 21,59            | 15,39            | 9,24             |                  |
| Середня температура, °C                       | 0,42             | 2,61             | 7,54             | 13,42            | 17,95            | 21,82            | 25,72            | 24,89            | 21,35            | 15,51            | 9,29             | 3,15             |                  |
| Середній мінімум, °C                          | −8,63            | −6,45            | −1,54            | 4,35             | 8,88             | 12,74            | 19,63            | 18,80            | 15,26            | 9,40             | 3,21             | −2,93            |                  |
| Норма опадів, мм                              | 32               | 30               | 37               | 24               | 17               | 2                | 1                | 1                | 0                | 8                | 18               | 26               |                  |
| Середньомісячна швидкість вітру, м/с          | 1.29             | 2.05             | 2.70             | 2.86             | 2.65             | 2.52             | 2.61             | 2.30             | 2.16             | 2.20             | 1.77             | 1.44             |                  |
| Середньомісячна сонячна радіація, кДж/м²·день | 9809             | 13087            | 15438            | 18802            | 22658            | 26623            | 25969            | 24342            | 21299            | 15896            | 11444            | 9481             |                  |
| --------------------------------------------- | ---------------- | ---------------- | ---------------- | ---------------- | ---------------- | ---------------- | ---------------- | ---------------- | ---------------- | ---------------- | ---------------- | ---------------- | ---------------- |
| Джерело:                                      |                  |                  |                  |                  |                  |                  |                  |                  |                  |                  |                  |                  |                  |